# شهرستان برده‌رش
شهرستان برده‌رش (به کردی سورانی: قه زای به‌ردهڕه‌ش) از شهرستان‌های استان دهوک عراق است. البته از نظر دولت مرکزی عراق، همچنان بخشی از شهرستان عقره استان موصل محسوب می‌شود.
شهرستان برده‌رش (به معنای سنگ سیاه) ۱۰۲ هزار نفر جمعیت دارد و سه بخش و ۱۰۶ روستا را در بر می‌گیرد. 
بخش‌های این شهرستان عبارتند از داره‌تو، روویا و کَلَک.
برده‌رش در محلی راهبردی میان سه استان دهوک، اربیل و موصل جای گرفته‌است. بیشتر مردم این شهرستان گوران هستند و به زبان کردی گورانی سخن می‌گویند.
مردم گورانی این شهرستان به تیره‌های زیر تقسیم می‌شوند: رشگری ۵۵٪، گیژ ۲۳٪، بوت ۱۱٪، شیخ بزنی ۲٪، خدری ۱٪، زنگنه ۱٪، و دیگران ۷ ٪.
تیره‌های دیگری چون سورچی، زیبار و شرفان نیز در چهار دهه آخر سده بیستم به برده‌رش آمده‌اند.
مرکز این شهرستان از چندین روستا به نام‌های زَمزَموک، مَم و زین، آمیان، آمیانوک، شیوَره، زَوی‌رش و کانیلان تشکیل شده که جمعاً ۲۶٬۵۳۵ نفر جمعیت دارند.

## پیشینه
برده‌رش به معنای سنگ سیاه است و گفته می‌شود به خاطر خاک تیره‌رنگ منطقه این نام را به خود گرفته‌است. هم‌چنین محلی در جنوب مرکز برده‌رش وجود دارد به نام شاخ رش (کوه سیاه) و گفته می‌شود اهالی برده‌رش در قدیم در آن محل سکونت داشته‌اند و بعداً به برده‌رش کوچیده‌اند.
برده‌رش در سال ۱۸۹۰ در زمان عثمانی‌ها تبدیل به یک بخش شد و بعداً جزئی از شهرستان عقره و سپس همراه با عقره بخشی از استان نینوا گشت.
در تاریخ ۱۲ اکتبر ۲۰۰۶ به تصمیم حکومت منطقه خودگردان کردستان (بدون هماهنگی با دولت مرکزی عراق) به عنوان شهرستانی در استان دهوک ارتقا یافت.
در سال ۱۹۹۱ مردم این منطقه علیه حکومت بعث خیزش کردند و بعثی‌ها روستاهای گوناگونی را در این شهرستان نابود نمودند و گروهی از اعراب را به این شهرستان آوردند که هم‌اینک نیز بیشتر آن‌ها در شهرستان برده‌رش باقی مانده‌اند.